# Radio Televizioni i Kosovës
Radio Televizioni i Kosovës (srbochorvatsky Radio Televizija Kosova, srbsky Радио-телевизија Косова) je od roku 1999 veřejnoprávní vysílatel na území Kosova (de iure území Autonomní oblasti Kosova a Metochie). Vysílatel provozuje 5 televizních stanic: RTK 1, RTK 2, RTK 3, RTK 4, RTK Sat a 2 rozhlasové stanice: Radio Kosovo (Радио Косово 1) a Radio Kosovo 2 (Радио Косово 2).

## Historie

### Radio-televizija Priština
Radio-televizija Priština nebo zkráceně RTP (albánsky Radio Televizioni i Prishtinës, srbsky Радио-телевизија Приштина, Radio-televizija Priština) byla prvním albánským televizním kanálem v Autonomní oblasti Kosova a Metochie. Od konce 60. let sídlila v moderním komplexu v centru Prištiny.
Radio Priština (srbsky Радио Приштина, albánsky Radio Prishtinës) začalo s přenosy bezprostředně po druhé světové válce roku 1945 v Prizrenu, později přesunuto do Prištiny, bylo založeno Parlamentem provincie Kosovo. Televizní vysílání bylo zahájeno dne 26. listopadu 1975, kdy byla součástí JRT a měla svou budovu v hlavním městě Kosova, Prištině. Rozhlasové a televizní vysílání bylo prováděno v albánském, srbském i tureckém jazyce.
Televize přerušila vysílání dne 10. června 1989 a byla přemístěna do centrálního Srbska, kde byla později rozpuštěna.

### 1999 — 2000
Organizace pro bezpečnost a spolupráci v Evropě (UNMIK) a Mise OSN v Kosovu (OSCE) vyzvali Evropské vysílací unie (EBU) k vytvoření a zorganizování nezávislého veřejnoprávního vysílatele v Kosovu. V září 1999 započalo nouzové dvouhodinové denní televizní vysílání na analogovém satelitu. V říjnu 1999 Mise OSN v Kosovu (OSCE) přenesla vzkříšení rozhlasové stanice a restrukturalizaci veřejnoprávní rozhlasové stanice Radio Prishtina do současné organizace Radio Televizioni i Kosovës. Rozhlasová stanice byla obnovena pod novým názvem Radio Kosovo.
Rozhlas Modré nebe (srbsky Блу Ска, Blu Ska), který byl založen Organizací spojených národů (OSN), se následně stal součástí Radio Televizioni i Kosovës. Rozhlas byl multietnickou stanicí, která byla zaměřena na mladší publikum. V říjnu 2000 se technické zázemí televize i rozhlasu značně zmodernizovalo díky značnému daru vlády Japonska. V listopadu 2000 začíná programovanou expanzí a zároveň se zvyšuje vysílací čas na čtyři hodiny denně. Je spuštěn týdenní zpravodajský magazín v srbštině, který doplňují denní srbské zprávy. V turečtině jsou vysílány novinky a týdenní turecký zpravodajský magazín. Rozhlas i televize začne vysílat na nové kosovské pozemní přenosové sítí.

### 2001 — 2002

Logo Radio-televizije Priština

Regule o vysílání 2001/13 Organizace pro bezpečnost a spolupráci v Evropě (UNMIK) formálně zřizuje Radio Televizioni i Kosovës nezávislou veřejnoprávní vysílací organizací s nepolitickým představenstvem. Dvě rozhlasové stanice začnou vysílat živě na svých webových stránkách pro celosvětové publikum. V červenci 2001 televize zvyšuje výkon až na sedm hodin vysílacího času denně. Novými pořady je týdenní zemědělský pořad, týdenní obchodní magazín a týdenní informační program pro diaspory. Je zavedeno denní zpravodajství v bosenštině. Uskutečňuje se převod z analogového na digitální satelitní vysílání. V září 2001 je ustanoveno představenstvo a jako předsedu volí Adema Demaciho. V prosinci 2001 mandát Evropské vysílací unie (EBU) končí. Agim Zatriqi je jmenován prvním generálním ředitelem.
Radio Televizioni i Kosovës obdrží jednoroční překlenovací finanční pomoc z kosovského konsolidovaného rozpočtu, až do zavedení veřejného licenčního poplatku v roce 2003.
V roce 2002 se pozemní a satelitní vysílací čas televize se zvýší na patnáct hodin denně. 65% programů je produkováno samotnou televizí a 35% získává od zahraničních provozovatelů. V lednu tohoto měsíce Radio Televizioni i Kosovës otevírá svou zpravodajskou kancelář v Tiraně. V dubnu startuje ranní program. V červnu spustí týdeník v bosenském jazyce Most. V červenci se spustí webové stránky rtklive.com. V říjnu se začalo s vysíláním prvního poválečného kosovského seriálu Moderní rodina. V tomto roce také poprvé společnost nabízí dvě ocenění, cenu Drita Germizaj pro nejlepší zpravodajského moderátora a cenu Rudolf Sopi za nejlepší kameru.

### 2003
Na začátku roku byla podepsána dohoda o spolupráci mezi Radio Televizioni i Kosovës a Evropskou vysílací unií (EBU). V únoru, respektive v březnu, zahájila kampaň za licenční poplatek Res Publica. Ve stejném měsíci začala práce na výchovném programu. V květnu zahájila přehled zpráv Info. Na konci května Centrum pro humanistická studia Gani Bobi provádí průzkum publika. Druhým průzkumem je nejsledovanější televizí v Kosovu.
V červnu podepisuje zvláštní zástupce generálního tajemníka Michael Steiner administrativní směrnici Organizace pro bezpečnost a spolupráci v Evropě (UNMIK) o provádění licenčního poplatku. Dalším důležitým milníkem je vytvoření Big Band. Auditoři dne 27. června k uzavření roku 2002 provedli firemní Deloitte & Touche. V září se vysílatel zaměřil na další menšinové jazyky a začal přenášet týdeník v romštině Yekhipe. Dne 15. listopadu otevírá zpravodajskou kancelář v Tetovu. Dne 22. prosince byl zahájen 24hodinový program pořadů.

### 2009 — 2014
V březnu 2009, manažer pro styk s veřejností Bukurije Gjonbalaj, podepisuje prodloužení smlouvy o poskytování služeb pod vedením generálního ředitele Evropské vysílací unie (EBU) Jeana Réeillona. Tímto krokem se prohloubil vztah s Evropské vysílací unie (EBU) a proto je Radio Televizioni i Kosovës nyní schopno vysílat prostřednictvím pozemních i satelitních sítí, mezi které patří i dvě rozhlasové stanice. V roce 2013 je uveden do provozu kanál RTK 2. Jeho pořady jsou zaměřené na národnostní menšiny, což vedlo k poklesu sledovanosti u kanálu RTK 1 a útlumu programů zaměřených na menšiny na kanále RTK 1. V roce 2014 jsou založeny dva nové kanály: RTK 3, která vysílá zprávy 24/7 a RTK 4, který vysílá umění a dokumentární filmy.

## Publikum
26% denních zpravodajských pořadů v televizi je v menšinových jazycích: srbštině, turečtině, bosenštině a romštině. Existují srbské, bosenské, turecké a romské týdeníky. Od roku 2013 jsou všechny menšinové programy vysílány na RTK 2.
Stanice RTK 1 je jedničkou na trhu a sleduje jej 92,1% populace. Pro objektivitu, stanice RTK 1 vede s 73,0%. Hlavní večerní zprávy mají 74% podíl na veškeré sledovanosti v 19:30.
Radio Kosova také vystupuje dobře na konkurenčním trhu. Z 85 rozhlasových stanic v Kosovu má druhý nejvyšší počet posluchačů a 13% populace ji poslouchá každý den. Radio Blue Sky se zaměřuje na užší trh pro mládež a je pátou nejposlouchanější stanicí s 3,7% denně.

## Galerie

Bývalé logo vysílatele RTK
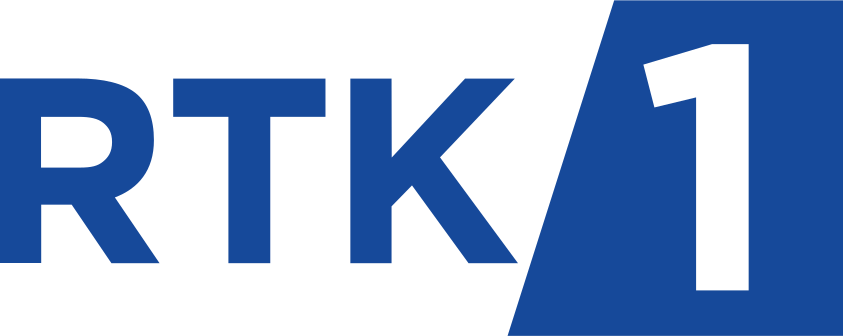
Logo RTK 1
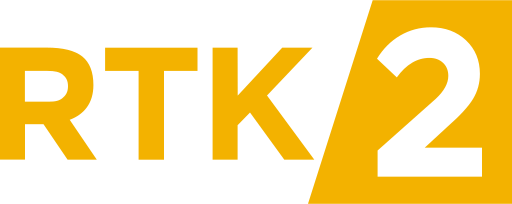
Logo RTK 2
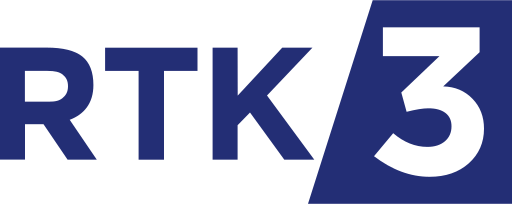
Logo RTK 3
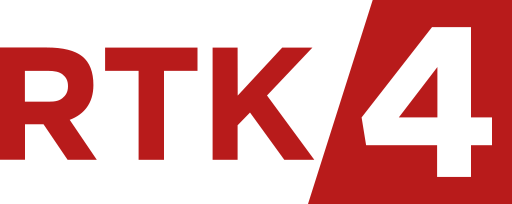
Logo RTK 4